# Travel Air 2000
Los Travel Air 2000/3000/4000 (originalmente, Model A, Model B y Model BH) fueron una serie de biplanos de cabina abierta producidos en los Estados Unidos, a finales de los años 20 del siglo XX, por la Travel Air Manufacturing Company. Durante el periodo de 1924-1929, Travel Air produjo más aviones que cualquier otro constructor estadounidense, incluyendo más de 1000 biplanos. Aunque es casi imposible averiguar el número exacto debido a la cantidad de conversiones y reconstrucciones, se estima para Travel Air un montante total de 1200 a cerca de 2000 aviones.

## Diseño y desarrollo
El Travel Air Model A tuvo de jefe de ingenieros a Lloyd Stearman, con aportaciones de Walter Beech, Clyde Cessna, y Bill Snook, cofundadores de Travel Air, y se pueden buscar sus orígenes hasta el biplano Swallow New Swallow. Sin embargo, el Travel Air reemplazó la estructura de madera del fuselaje del New Swallow por una de tubos de acero. Los hermanos Winstead desarrollaron un diseño interino, el Winstead Special, desde un fuselaje metálico desarrollado en Swallow por Stearman y Walter Beech, pero posteriormente fue rechazado por Jake Moellendick, presidente de Swallow, una decisión que provocó la salida de Stearman y Beech, y la creación de Travel Air. Hasta la aparición de la serie 12/14/16, todos los biplanos Travel Air posteriores derivarían del Model A.
Los biplanos de Travel Air eran biplanos convencionales de un solo vano con alas decaladas arriostradas por soportes en N. El fuselaje era de tubos de acero soldados de aleación al cromo-molibdeno y recubierto de tela, revestido de listones de madera, con dos cabinas abiertas en tándem, llevando la delantera dos pasajeros sentados lado a lado.
A semejanza con el Fokker D.VII al que recordaba, el timón y los alerones de los primeros biplanos Travel Air poseían unos "cuernos" sobresalientes que contrarrestaban las cargas aerodinámicas en los controles, ayudando a reducir las fuerzas de control y haciendo que el avión fuera más sensible. Estos fueron los característicos alerones "oreja de elefante" de Travel Air que provocaron los populares motes del avión Old Elephant Ears (Orejas de elefante viejo) y Wichita Fokker. Varios modelos posteriores se ofrecieron sin los equilibradores, proporcionando una apariencia más convencional y más limpia, con menos resistencia. Las fuerzas de cabeceo podían ser ajustadas con un estabilizador horizontal ajustable en vuelo.
Se ofrecieron diferentes alas intercambiables, incluida una más corta y más delgada conocida como "Speedwing", que mejoraba la velocidad.
Se instaló una considerable cantidad de motores, incluyendo casi todos los motores fabricados en serie de la gama de los 67-224 kW (90-300 hp) disponibles de la época, y una serie de prototipos de motor más oscuros, como se puede observar en la lista de prefijos de designación.
Travel Air presentó el especialmente modificado Model 4000-T en la Competición de Avión Seguro Guggenheim de 1930, pero fue descalificado, ya que todos los aviones de producción se presentaron durante las pruebas de calificación. Los biplanos Travel Air destacaban por sus buenas cualidades de vuelo, lo que ayudaría a que Travel Air vendiera más que sus rivales en 1929.

### Propulsión a vapor
En 1933, George y William Besler reemplazaron el habitual motor de pistones de gasolina en un Travel Air 2000 por un motor de vapor compuesto de dos cilindros en V reversible de aceite, que se convertiría en el primer avión que voló exitosamente usando un motor de vapor.

## Historia operacional
Además de una amplia gama de aplicaciones aeronáuticas normales, los biplanos Travel Air fueron extensamente usados en las primeras películas, donde a menudo sustituían  a los cada vez más escasos Fokker D.VII.
Aparte de aviones militares excedentes, como el Curtiss JN-4 Jenny, durante el final de los años 20 y a principios de los 30, los biplanos Travel Air, junto con su principal competidor, WACO, fueron los biplanos civiles más ampliamente usados en Estados Unidos.
Los Travel Air fueron populares como transportes ejecutivos, y muchos fueron comprados por aventureros pudientes que los presentaron en las competiciones y carreras aéreas que con frecuencia se disputaban en esa época. Como muchos aviones del periodo, también operaron como taxis aéreos y proporcionaron servicios chárter, llevando pasajeros y carga ligera, y algunos acabaron en el norte, donde trabajaron como aviones de zonas remotas. A medida que la oferta de aviones excedentes de guerra disminuía y que estuvieron disponibles en el mercado de aviones usados, muchos también fueron usados en los circos aéreos, que incluían exhibiciones y acrobacias, y bautizos aéreos. Los operadores comerciales encontraron que los biplanos Travel Air eran versátiles, debido a su carga útil, robusta construcción y (para la época) velocidad y eficiencia.
Por otra parte, hacia el final de su carrera, desde finales de los años 30 hasta principios de los 60, fueron usados cada vez más en el duro trabajo en zonas remotas y de fumigación, y los biplanos Travel Air estuvieron entre los más comúnmente usados como fumigadores, quizá solo detrás de los biplanos Stearman Kaydet excedentes.
La mayor parte de los Travel Air supervivientes ha sido restaurada y está en museos, mientras que un pequeño número continúa usándose en el entretenimiento personal o paseos aéreos y volando en muestras aéreas. Un Travel Air, basado normalmente en el área de San Diego, es el avión más antiguo en vuelo seguido por FlightRadar24, un sitio de seguimiento de aviación.
A medida que la serie 2000/3000/4000 se fue acercando al final de su ciclo evolutivo, se desarrollaron un par de nuevos diseños, los Travel Air 12 y 14, para reemplazarla (el 12 como un entrenador biplaza ligeramente más pequeño, y el 14 como reemplazo directo), incluso para continuar algunos de los nombres comerciales. Ambos volarían mientras Travel Air mantuvo su identidad, pero serían incorporados a la línea de Curtiss-Wright con los mismos números.

### Industria cinematográfica
Los biplanos Travel Air fueron ampliamente usados en las películas bélicas de los años 20 y 30 del siglo XX, particularmente para representar a los aviones desde los que fueron modelados: el caza Fokker D.VII de Alemania, el mejor caza de la Primera Guerra Mundial. En la industria del cine, fueron conocidos como "Wichita Fokkers". De hecho, la demanda de Hollywood de biplanos Travel Air fue tan intensa que un vendedor de Travel Air en California, Fred Hoyt, convenció al cofundador y principal diseñador de la firma, Lloyd Stearman, de que fuera a Venice, California, en 1926, para explotar dicha demanda de sus aviones, fundando la efímera e independiente Stearman Aircraft Company (reabierta en Wichita en 1927).
Algunas de las mucha películas que usaron biplanos Travel Air (2000 y 4000, en particular) incluyen:
- Wings (Alas, 1927), ganó el primer Premio de la Academia a la Mejor Película por su precisión técnica.
- Flying Fool (1929), uno de los primeros papeles principales de William Boyd, más tarde conocido como "Hopalong Cassidy".
- Hell's Angels (Los ángeles del infierno, 1930), extravagante épica bélica de Howard Hughes.[5]
- The Dawn Patrol (1930).
- Heartbreak (1931).
- Ace Of Aces (1933), presenta cinco Travel Air Model B, y otros numerosos aviones.
- Hell in the Heavens (1933).
- Flying Devils (1933).
- Murder in the Clouds (1934).

## Variantes

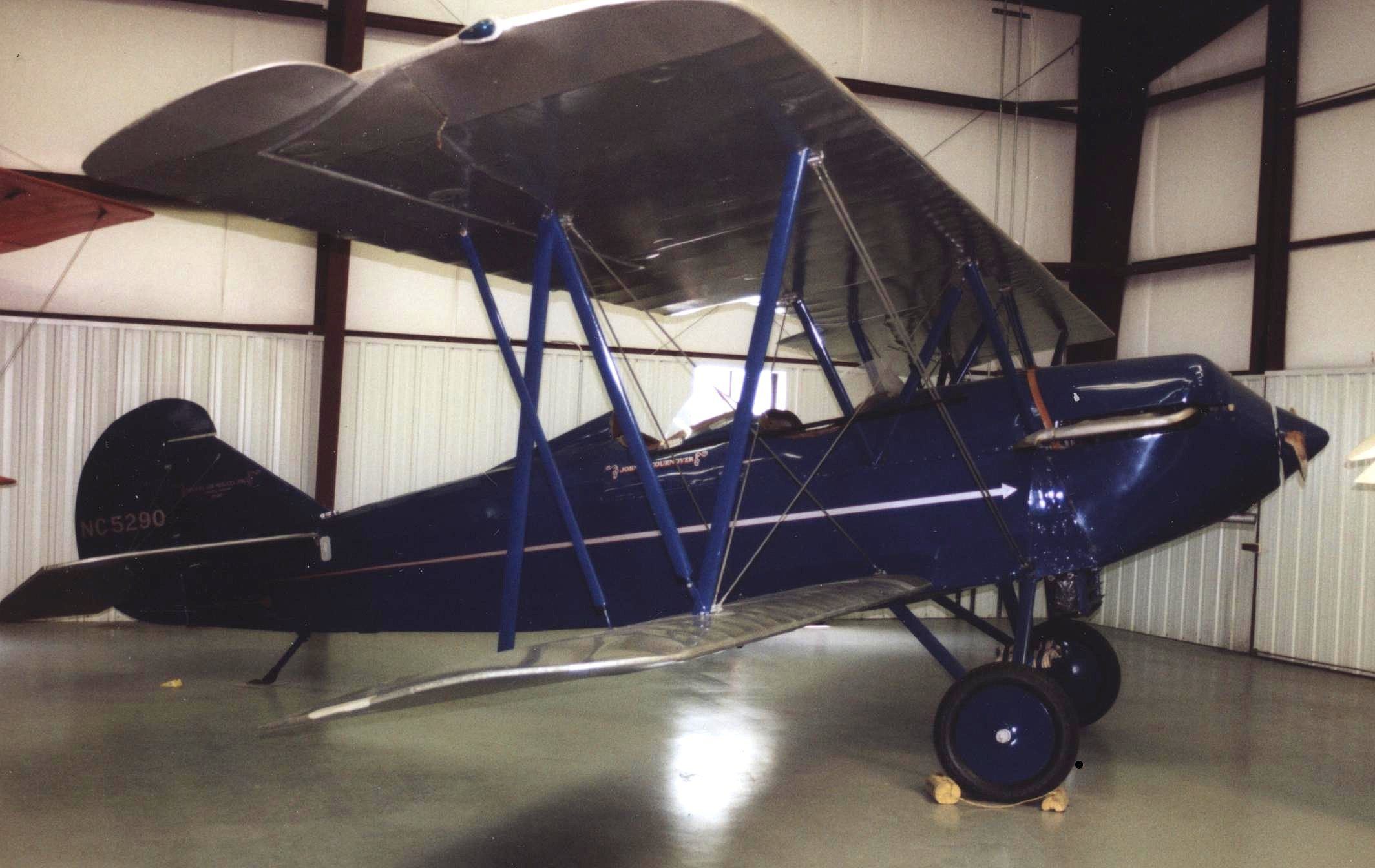
Travel Air 2000 con motor Curtiss OX-5 en el Historic Aircraft Restoration Museum, Dauster Field, Creve Coeur, Misuri.

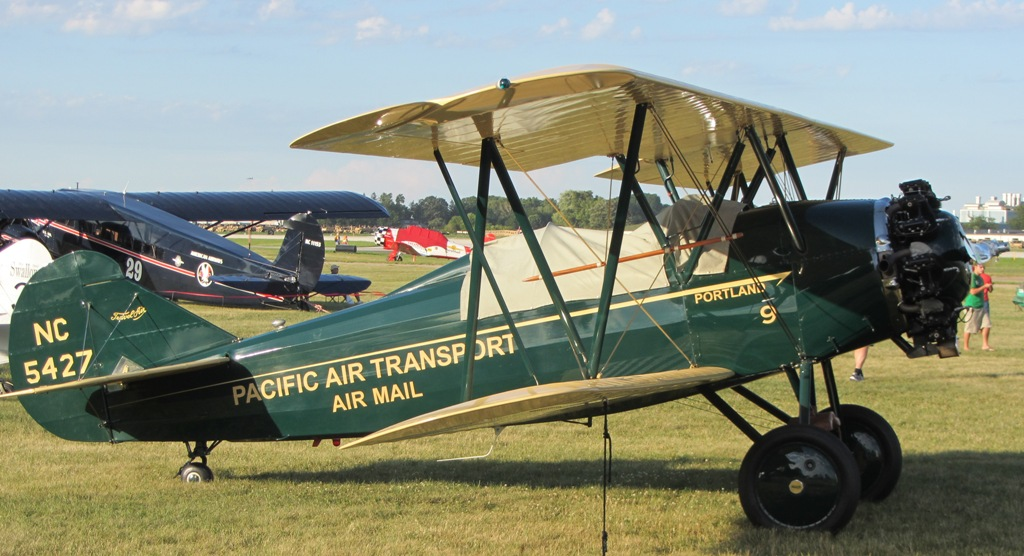
Travel Air 3000.

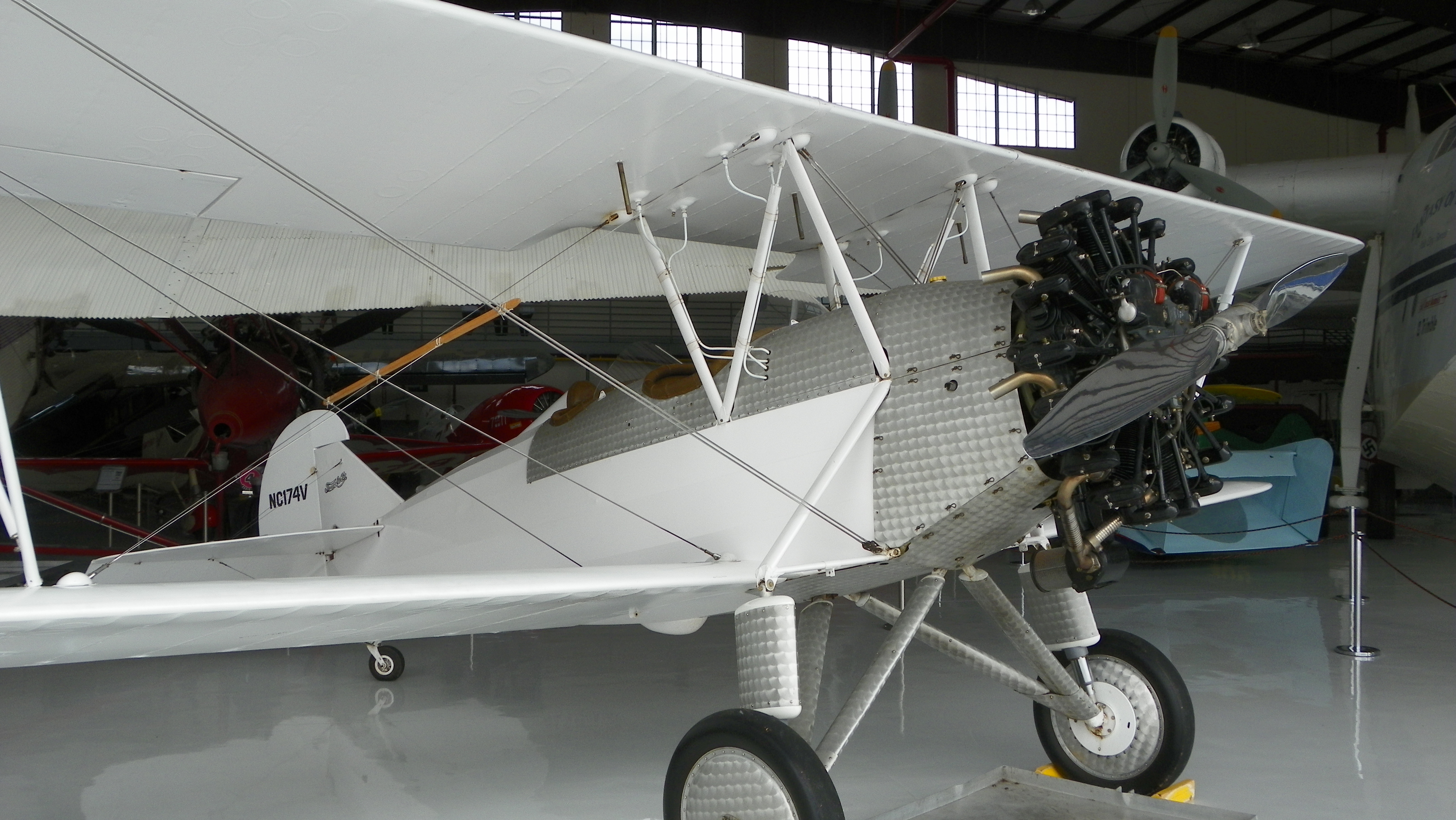
Travel Air 4000 en el Fantasy of Flight.

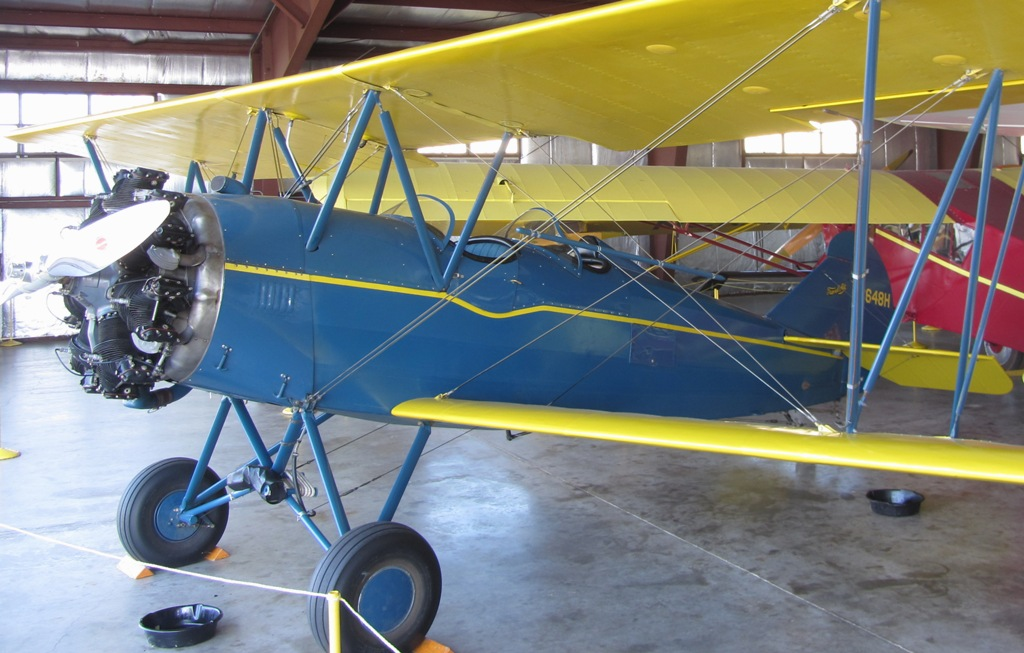
Travel Air E-4000.

Datos de Aerofiles.

### Primera designación de Letras
Inicialmente, Travel Air asignó letras a cada modelo, con un sufijo indicando el motor utilizado.
Model A
Prototipo de 1925, con eje recto al estilo de la Primera Guerra Mundial. Motor V8 refrigerado por agua Curtiss OX-5 de 67 kW (90 hp).
Model B
Similar al Model A con un tren de aterrizaje con eje dividido, también equipado con un Curtiss OX-5 de 67 kW (90 hp). Redesignado como 2000.
Model BH
Model B de 1926 propulsado por un motor V8 refrigerado por agua Hispano-Suiza 8A o Wright E de 110-130 kW (150-180 hp). Redesignado como 3000.
Model BW
Model B de 1926 con un motor radial de nueve cilindros Wright J-4 de 150 kW (200 hp). Redesignado CW-4000.

### Secuencia de designación numérica
Las variantes se distinguían con prefijos y sufijos en un orden particular, e indicaban diferentes equipamientos. El prefijo S, precediendo a los demás prefijos significaba que era un "hidroavión" (Seaplane) y estaba equipado con flotadores. Lo siguiente eran las alas. La B era "ala estándar", no confundir con el ala original de oreja de elefante, y la D indicaba que el avión estaba equipado con un "ala de velocidad" (Speedwing). El código de motores está a continuación, y debido al largo periodo de servicio en el que se produjo una experimentación considerable, se instaló una amplia variedad de motores en los aviones de producción:
A
Motor radial de 7 cilindros Axelson B de 110 kW (150 hp).
B
Motor radial de 9 cilindros Wright J-5 de 160 kW (220 hp).
C
Motor radial de 6 cilindros Curtiss Challenger o lineal Curtiss C-6 de 127-138 kW (170-185 hp).
D
Motor lineal de 6 cilindros Aeromarine B de 110 kW (150 hp).
E
Motor radial de 5 cilindros Wright J-6-5 Whirlwind de 123 kW (165 hp).
J4
Motor radial de 9 cilindros Wright J-4 Whirlwind de 150 kW (200 hp).
K
Motor radial de 5 cilindros Kinner K-5 de 75 kW (100 hp).
W
Motor radial de 7 cilindros Warner Scarab de 82 kW (110 hp).
L
Motor radial de 9 cilindros Lycoming R-680 de 168 kW (225 hp).
V
Motor radial de 9 cilindros Velie ML-9 de 130 kW (180 hp).
W
Motor radial de 7 cilindros Warner Scarab S-50 de 93 kW (125 hp).
9
Motor radial de 9 cilindros Wright J-6-9 Whirlwind de 220 kW (300 hp).
Tras el código de motor, en un número muy bajo de casos, la M indicaba que era un monoplaza configurado como avión de correos (Mailplane), y luego el número de modelo. El mismo sistema también fue usado con la posterior secuencia de designación numérica. El único ejemplo de avión de correos parece haber sido el BM-4000, un avión postal propulsado por un Wright J-5, del que se construyeron 7 aparatos. También se añadieron sufijos que eran específicos de las modificaciones realizadas y, a menudo, se referían a conversiones o versiones de posproducción.

#### Designaciones de la serie 1000
1000
Antiguo Model A con motor V8 refrigerado por agua Curtiss OX-5 de 67 kW (90 hp).
2000
Model B mejorado con motor Curtiss OX-5 de 67 kW (90 hp). Primer Travel Air en obtener un Certificado de Tipo.
C-2000
Motor lineal de 6 cilindros Curtiss C-6 de 120 kW (160 hp).
D-2000
Avión de carreras propulsado por OX-5 con alas de envergadura reducida y fuselaje estrechado. Más tarde convertido al Model 11.
S-2000
Designación no oficial para una versión hidroavión del 2000. También usada para el 2000 propulsado por un Curtiss OXX-6 (versión de doble encendido del OX-5) de 75 kW (100 hp).
SC-2000
Avión terrestre propulsado por un Curtiss C-6 de 120 kW (160 hp) con tren de aterrizaje del B-4000. Al menos, tres convertidos.
2000-T
Versión con el Milwaukee Tank V470 (derivado refrigerado por aire del OX-5) de 86 kW (115 hp). 15 construidos.
3000
Model BH mejorado con motor V8 refrigerado por agua Hispano-Suiza 8A o Wright E de 110-130 kW (150-180 hp). Se estima que 51 construidos.
D-3000
Alas de envergadura reducida, usado en carreras.
4000
Avión triplaza propulsado por un motor radial Wright J-5 o Wright J-4 de 160 kW (220 hp).
4000-T
Motor radial Wright J-6 Whirlwind de 220 kW (300 hp), C-4000 convertido para la competición 1930 Safe Airplane, alas construidas por Curtiss.
4000-CAM
Motor radial de cuatro cilindros Fairchild-Caminez 447 de 89 kW (120 hp), también designado 8000, y, más tarde, Curtiss-Wright CW-8.
8000
También designado como 4000-CAM, se convirtió en el Curtiss-Wright CW-8.
9000
Motor radial de siete cilindros Ryan-Siemens Sh 14 de 93 kW (125 hp). Cuatro convertidos desde Travel Air 4000 o 3000. Más tarde designado como Curtiss-Wright CW-9.

#### Secuencia numérica tardía
4
Originalmente, serie 4000.
4-B
Motor Wright J-6 de 180 kW (240 hp).
4-D
Motor Wright J-5 de 160 kW (220 hp), también llamado E-4000.
4-P/PT
Motor ACE LA-1 (más tarde se convirtió en el Jacobs LA-1) de 100 kW (140 hp).
4-S
4000 con motor experimental Powell.
4-U
Motor radial de siete cilindros refrigerado por aire Comet 7-D o 7RA de 97-123 kW (130-165 hp).
W-4-B
Avión de competición monoplaza Ted Wells Special, modificado desde un D-4000.
Z-4-D
Fumigador 4-D con motor Wright J-6 Whirlwind de 220 kW (300 hp).
11
D-2000 modificado con un motor radial de 9 cilindros Wright J-6 Whirlwind y un fuselaje más estrecho para la competición.
B-11D
Motor Wright J-6 Whirlwind de 180 kW (240 hp), 4-D modificado para competir en las National Air Races.

### Designaciones de Curtiss-Wright
CW-8
Designación de Curtiss-Wright para el Travel Air 8000.
CW-9
Designación de Curtiss-Wright para el Travel Air 9000.
CW-11
Designación de Curtiss-Wright para el Travel Air 11.

## Operadores
Perú
- Fuerza Aérea del Perú: operó al menos un Travel Air E-4000 al comienzo de la Guerra colombo-peruana de 1932.[19]

## Supervivientes
- 206 (NC1081): 2000 en el Golden Age Air Museum in Bethel, Pennsylvania.[20][21]
- 490 (NC5290): 2000 en estado de vuelo en el Historic Aircraft Restoration Museum en Maryland Heights (Misuri).[22][23]
- 321 (NC3947): 3000 en estado de vuelo en el Historic Aircraft Restoration Museum en Maryland Heights (Misuri).[24][25]
- 475 (NC2709): 4000 en estado de vuelo en el Kelch Aviation Museum in Brodhead (Wisconsin).[26][27]
- 720 (CF-AFG): 2000 en exhibición estática en el Canada Aviation and Space Museum en Ottawa, Ontario.[28][29]
- 721 (NC6282): 2000 en exhibición estática en el Shannon Air Museum en Fredericksburg (Virginia).[30][31]
- 766 (NC6425): 4000 en estado de vuelo en el Cavanaugh Flight Museum en Addison (Texas).[32][33]
- 850 (NC9049): 4000 en estado de vuelo en el Museo Occidental de Aviones y de Automóviles Antiguos en Hood River (Oregón).[34][35]
- 1151 (CF-JLW): D-4D en el Reynolds-Alberta Museum en Wetaskiwin, Alberta.[36][37]
- 1340 (NC434N): D-4D (ex E-4000) en exhibición estática en el Museo Nacional del Aire y el Espacio de Estados Unidos en Washington D. C.[38]
- 1365 (NC174V): 4000 en estado de vuelo en el Fantasy of Flight en Polk City (Florida).[39][40]
- 1379 (NC477N): D-4000 en estado de vuelo en el Owls Head Transportation Museum en Owls Head (Maine).[41][42]
- 1224 (NC648H): E-4000 en estado de vuelo en el EAA Aviation Museum in Oshkosh (Wisconsin).[43][44]

## Especificaciones (Travel Air 2000 (ATC 30), motor OX-5)
Referencia datos: U.S. Civil Aircraft Vol. 1 (ATC 1 - 100)

### Características generales
- Tripulación: Uno (piloto)
- Capacidad: Dos pasajeros
- Longitud: 7,37 m
- Envergadura: 10,57 m (superior), 8,74 m (inferior)
- Altura: 2,72 m
- Superficie alar: 27,6 m2
- Perfil alar: Travel Air #1
- Peso vacío: 606 kg
- Peso cargado: 989 kg
- Planta motriz: 1× motor lineal V8 refrigerado por agua Curtiss OX-5.
  - Potencia: 67 kW (90 hp)
- Hélices: Bipala de madera de paso fijo
- Capacidad de combustible: 160 l

### Rendimiento
- Velocidad máxima operativa (Vno): 160 km/h
- Velocidad crucero (Vc): 137 km/h
- Alcance: 684 km
- Techo de vuelo: 3000 m (10 000 pies) sin carga
- Régimen de ascenso: 2,8 m/s (550 pies/min)

## Aeronaves relacionadas

### Desarrollos relacionados
- Deland Travel Air 2000

### Aeronaves similares
- Alexander Eaglerock
- American Eagle A-101
- Brunner-Winkle Bird
- Buhl-Verville CA-3 Airster
- Command-Aire 3C3
- Parks P-1
- Pitcairn Mailwing
- Spartan C3
- Stearman C2 y C3
- Swallow New Swallow
- Waco 10

### Secuencias de designación
- Secuencia Alfabética (interna de Travel Air): A - B - BH - BW - CH - CW - R
- Secuencia Serie 1000 (interna de Travel Air): 1000 - 2000 - 3000 - 4000 - 5000 - 6000 - 7000 - 8000 - 9000
- Secuencia Numérica (interna de Travel Air): 4 - 6 - 10 - 11 - 12 - 14 - 15 →
- Secuencia CW-_ (interna de Curtiss): ← CW-4 - CW-5 - CW-6 - CW-8 - CW-9 - CW-10 - CW-11 - CW-12 - CW-14 - CW-15 →